# Verderonne
Verderonne est une commune française située dans le département de l'Oise, en région Hauts-de-France.
Ses habitants sont appelés les Verderonnais et les Verderonnaises.

## Géographie

### Localisation

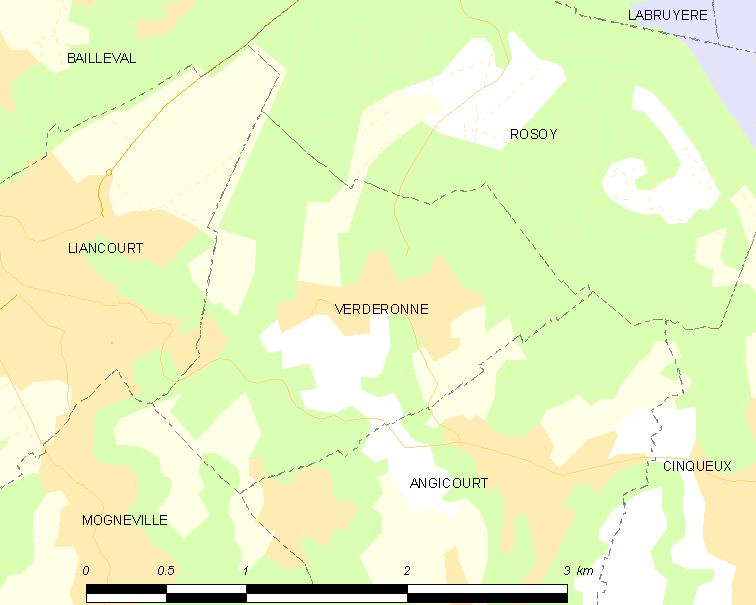
Communes limitrophes.

À vol d'oiseau, la commune se situe à 64 kilomètres au sud d'Amiens, à 32 kilomètres à l'est de Beauvais, à 26 kilomètres au sud-ouest de Compiègne et à 53 kilomètres au nord de Paris.

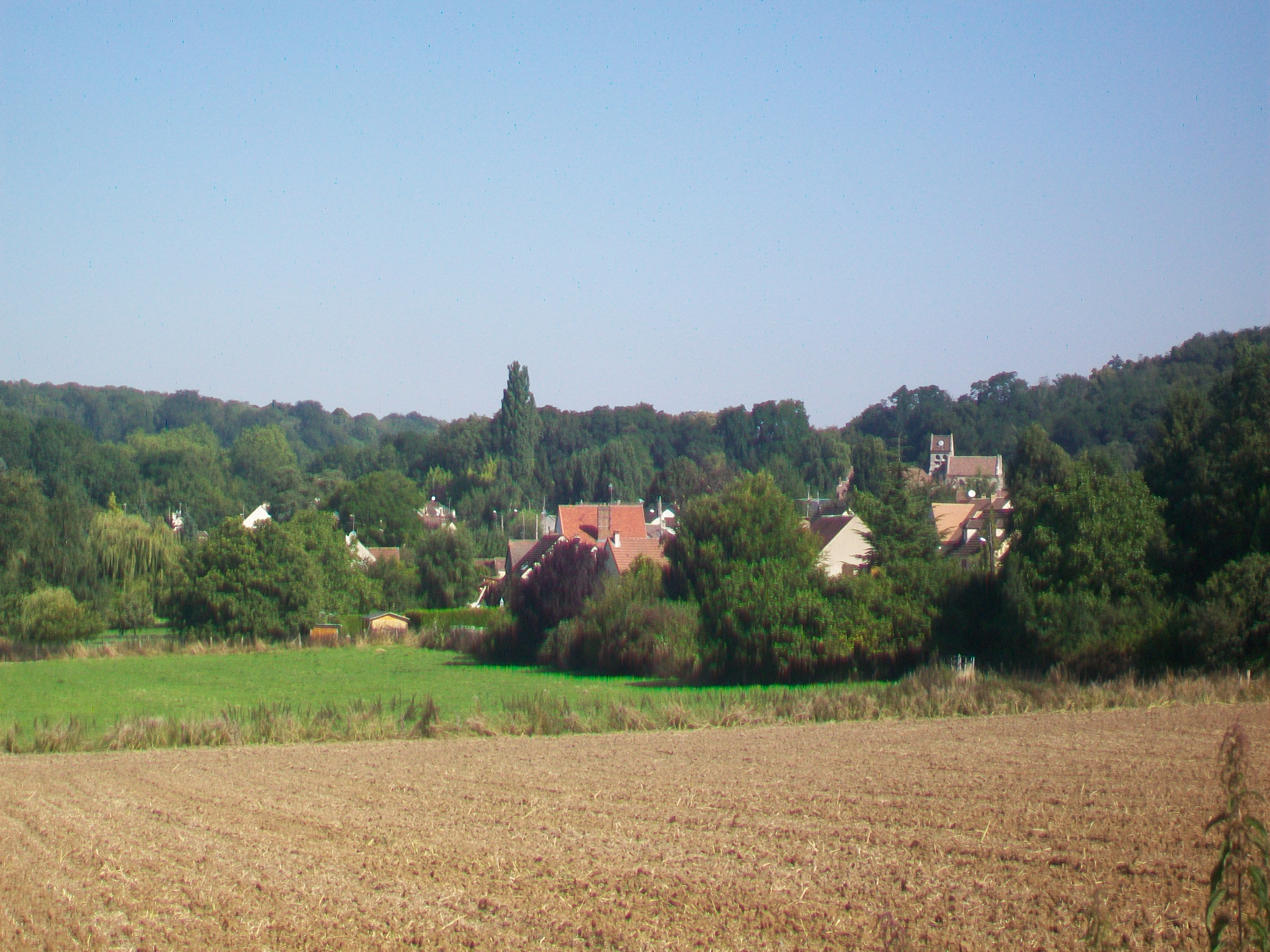
Vue sur le village en venant d'Angicourt.
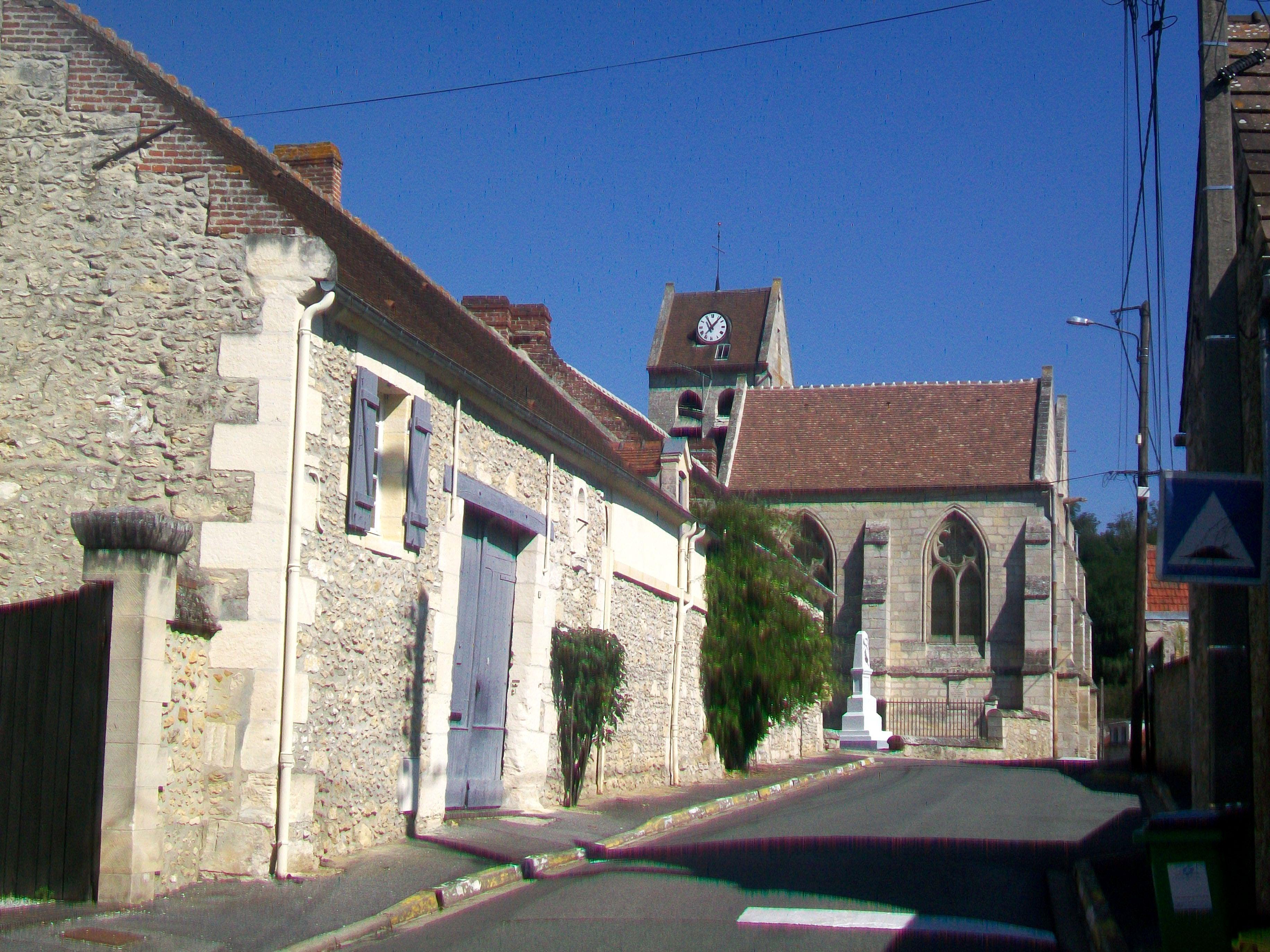
Paysage urbain : la rue de l'église.
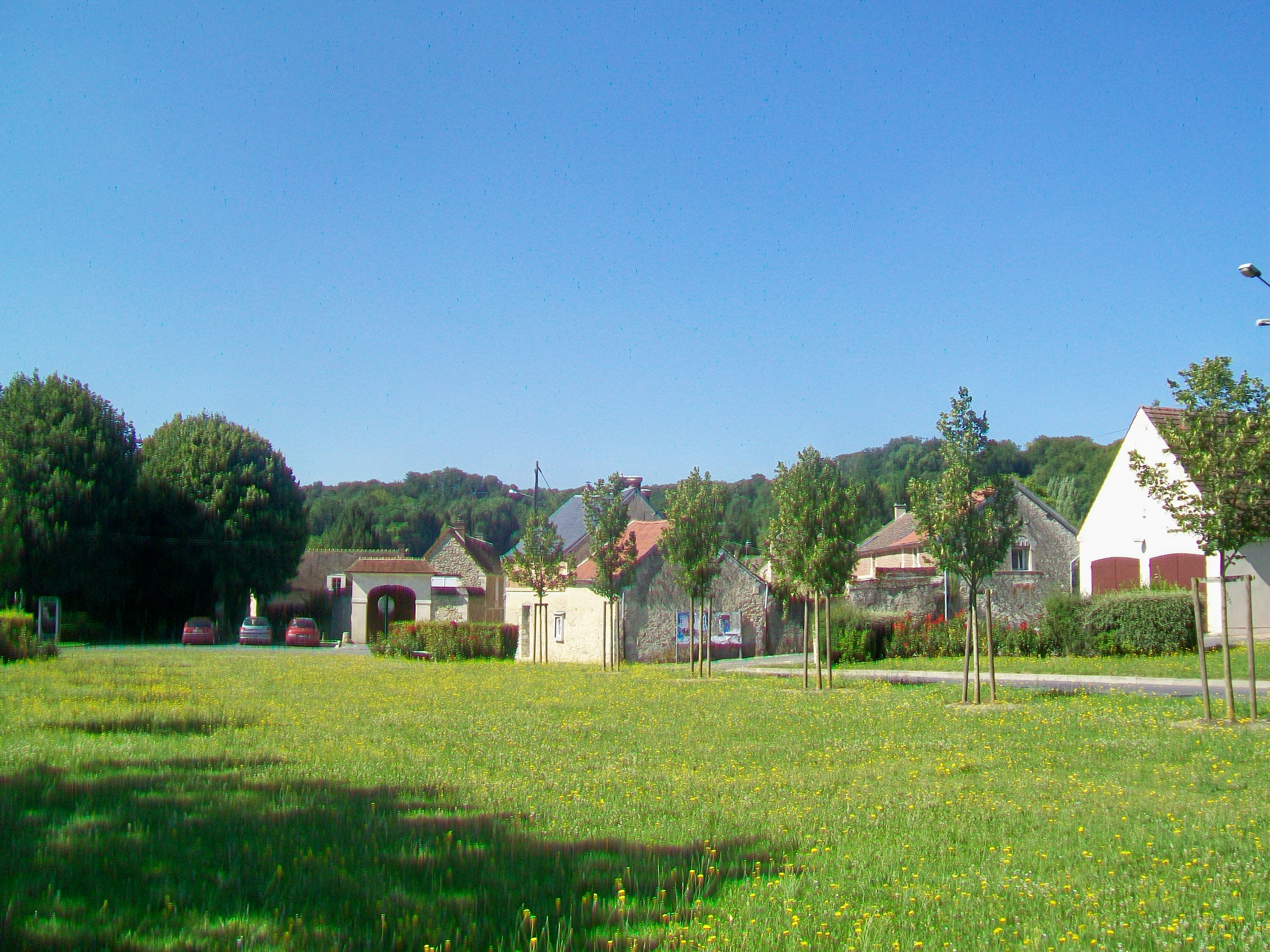
La place des Tilleuls.

### Communes limitrophes
|            |            | Rosoy |
| Liancourt  | Verderonne |       |
| Mogneville | Angicourt  |       |

### Géologie et relief
Petite commune placée au centre du canton, à l'origine du vallon du Rhony, le village est dominé par les coteaux voisins. La crête  située à l'ouest appartient à la bordure occidentale du plateau de Liancourt, sous le nom de Montagne de Verderonne, s'abaissant doucement en direction du sud, vers l'Oise. Le coteau à l'est s'allonge sur plus de deux kilomètres avec les noms de Montagne du Hêtre, Montagne du Moulin (nommé colline de Verderonne) et Montagne Berthaut, s'étendant sur Verderonne, Rosoy, Angicourt et Cinqueux.
Au sud-ouest, le plateau de Liancourt comprise sur le territoire porte le nom de montagne de la Carrière, à proximité de Mogneville. Depuis les montagnes du Hêtre et du Moulin, naissent deux fosses, la fosse aux Buttes et la fosse Wallon. La commune s'étend de 48 mètres à l'entrée du ruisseau du  Rhony sur la commune d'Angicourt, et culmine à 138 mètres d'altitude au sommet de la montagne de Verderonne, aux limites avec Liancourt et Rosoy. Le ruisseau du Rhony atteint 62,5 mètres à sa sortie des fossés du château, le hameau de Corincourt se trouve à 66 mètres, 68 mètres au carrefour entre la route départementale 59 et la rue de l'Église, 110 mètres au carrefour de la route départementale 29 et du chemin de Rieux à Catenoy par le plateau de Liancourt et 121 mètres à la montagne du Hêtre.
Entre Liancourt et Labruyère, sur la montagne de Verderonne, on voit successivement du calcaire grossier blanc friable, puis du calcaire jaunâtre ocreux pétri de nummulites, d'huîtres et de moules d'autres coquilles, une roche dure sablonneuse empâtant de nummulites, du sable jaunâtre à concrétions tuberculeuses et du sable jaune-verdâtre. La colline de Verderonne ou montagne du Hêtre et du Moulin présentent un ensemble et une disposition de couches conformes en tout à celles du plateau de Liancourt, ce qui prouve leur origine commune.
Dans l'ensemble, le terrain présente des sables glauconneux avec des numulites. La commune se situe en zone de sismicité 1.

### Hydrographie

#### Réseau hydrographique
La commune est située dans le bassin Seine-Normandie. Elle est drainée par le Rhony,.
Le Rhony (Rhodanus, Ronel), dont le nom signifie « petit ruisseau à la pente rapide », naît en quatre sources dans le parc du château.
Il quitte l'étang aménagé autour de l'édifice et coule entre le village et le hameau de Courincourt avant de traverser un second étang. Il rejoint ensuite la commune d'Angicourt avant de se jeter dans l'Oise à  Rieux. Les eaux de la vallée et celles du coteau convergent toutes vers le ruisseau du Rhony. La source située près de Courincourt, au Poneau, est la fontaine Maucreaux. Les zones les plus basses du territoire se situent au-dessus de nappes phréatiques sous-affleurantes.

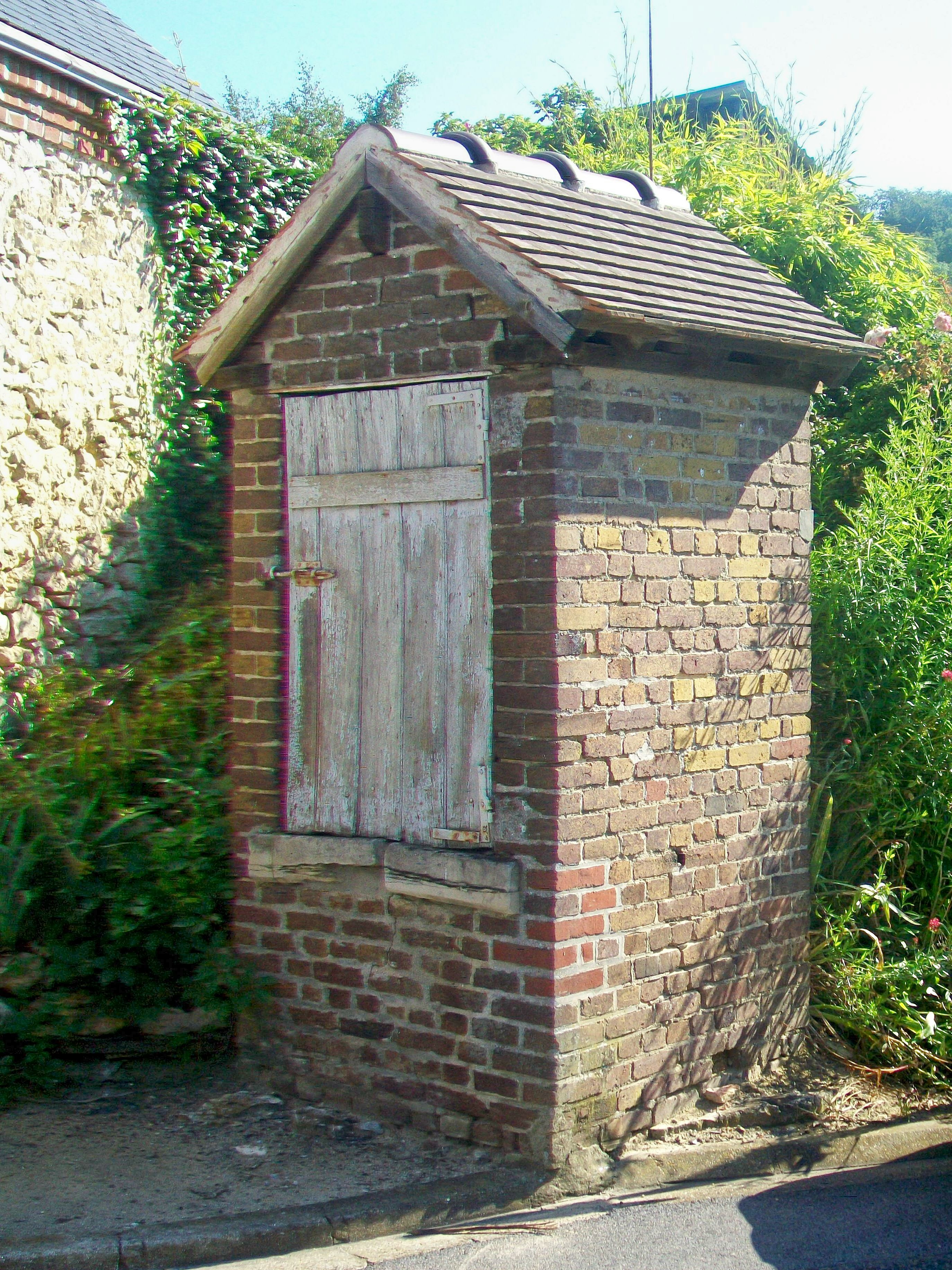
Vieux puits, à l'intersection entre la rue du Pontceau et la rue de l'Église.
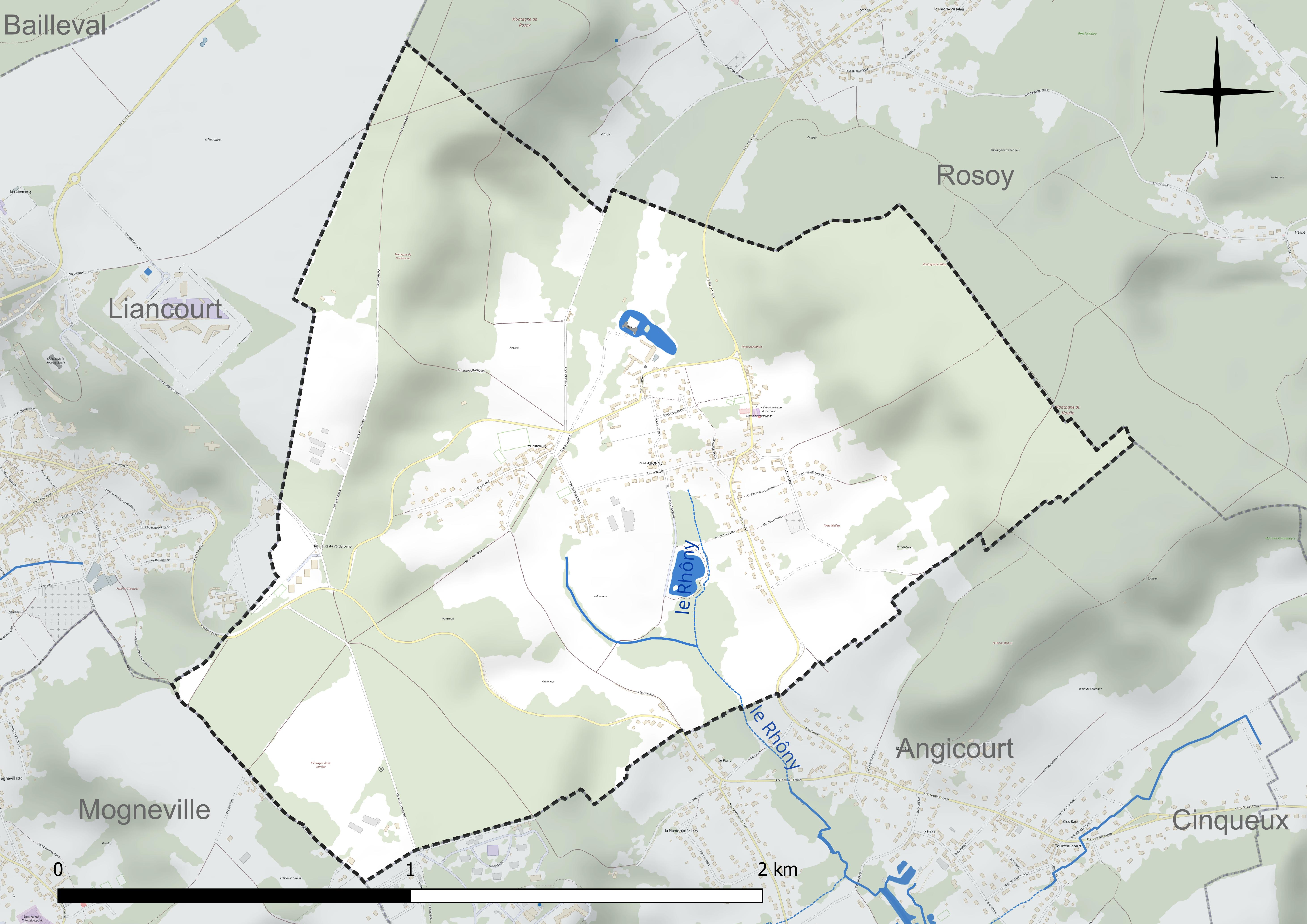
Réseau hydrographique de Verderonne.

#### Gestion et qualité des eaux
Le territoire communal est couvert par le schéma d'aménagement et de gestion des eaux (SAGE) « Sensée ». Ce document de planification concerne un territoire de 789 km2 de superficie, délimité par trois bassins versants en totalité ou en partie (Aisne, Oise et Aronde). Le périmètre a été arrêté le 16 octobre 2001 et le SAGE proprement dit a été approuvé le 8 juin 2009, puis révisé le 27 novembre 2019. La structure porteuse de l'élaboration et de la mise en œuvre est le syndicat mixte Oise-Aronde. 
La qualité des cours d'eau peut être consultée sur un site dédié géré par les agences de l'eau et l'Agence française pour la biodiversité. 

### Climat
Pour des articles plus généraux, voir Climat des Hauts-de-France et Climat de l'Oise.
En 2010, le climat de la commune est de type climat océanique dégradé des plaines du Centre et du Nord, selon une étude du CNRS s'appuyant sur une série de données couvrant la période 1971-2000. En 2020, Météo-France publie une typologie des climats de la France métropolitaine dans laquelle la commune est exposée à un climat océanique et est dans la région climatique  Nord-est du bassin Parisien, caractérisée par un ensoleillement médiocre, une pluviométrie moyenne régulièrement répartie au cours de l'année et un hiver froid (3 °C). 
Pour la période 1971-2000, la température annuelle moyenne est de 10,6 °C, avec une amplitude thermique annuelle de 14,8 °C. Le cumul annuel moyen de précipitations est de 686 mm, avec 10,8 jours de précipitations en janvier et 8 jours en juillet. Pour la période 1991-2020, la température moyenne annuelle observée sur la station météorologique la plus proche, située sur la commune de Creil à 8 km à vol d'oiseau, est de 11,2 °C et le cumul annuel moyen de précipitations est de 662,2 mm,. Pour l'avenir, les paramètres climatiques de la commune estimés pour 2050 selon différents scénarios d'émission de gaz à effet de serre sont consultables sur un site dédié publié par Météo-France en novembre 2022.

### Milieux naturels
Hormis les surfaces urbanisées (10,3 % pour 34 hectares) et cultivées (19 % sur 64 hectares), la commune se compose à plus de 61 % de zones boisées sur 204 hectares. Elles occupent la majorité des coteaux des deux côtés de la vallée du Rhony, jusqu'au point culminant des montagnes du Hêtre et du Moulin. On les retrouve également sur les bords de ce ruisseau. De plus, la commune comporte 26 hectares de prairies, près de deux hectares de zones humides et étangs, un hectare de terrains nus et éboulis ainsi qu'un hectare d'espaces verts publics,.
Les montagnes de Verderonne, du Hêtre et du Moulin sont comprises dans une zone naturelle d'intérêt écologique, faunistique et floristique de type 1 commune au Bois des Côtes. Elles constituent des corridors écologiques potentiels.

## Urbanisme

### Typologie
Au 1er janvier 2024, Verderonne est catégorisée ceinture urbaine, selon la nouvelle grille communale de densité à sept niveaux définie par l'Insee en 2022.
Elle est située hors unité urbaine. Par ailleurs la commune fait partie de l'aire d'attraction de Paris, dont elle est une commune de la couronne,. Cette aire regroupe 1 929 communes,.

### Occupation des sols
L'occupation des sols de la commune, telle qu'elle ressort de la base de données européenne d'occupation biophysique des sols Corine Land Cover (CLC), est marquée par l'importance des forêts et milieux semi-naturels (60,3 % en 2018), une proportion identique à celle de 1990 (60,3 %). La répartition détaillée en 2018 est la suivante : 
forêts (60,3 %), terres arables (16,8 %), zones urbanisées (12,9 %), prairies (7,6 %), zones agricoles hétérogènes (2,5 %). L'évolution de l'occupation des sols de la commune et de ses infrastructures peut être observée sur les différentes représentations cartographiques du territoire : la carte de Cassini (XVIIIe siècle), la carte d'état-major (1820-1866) et les cartes ou photos aériennes de l'IGN pour la période actuelle (1950 à aujourd'hui).

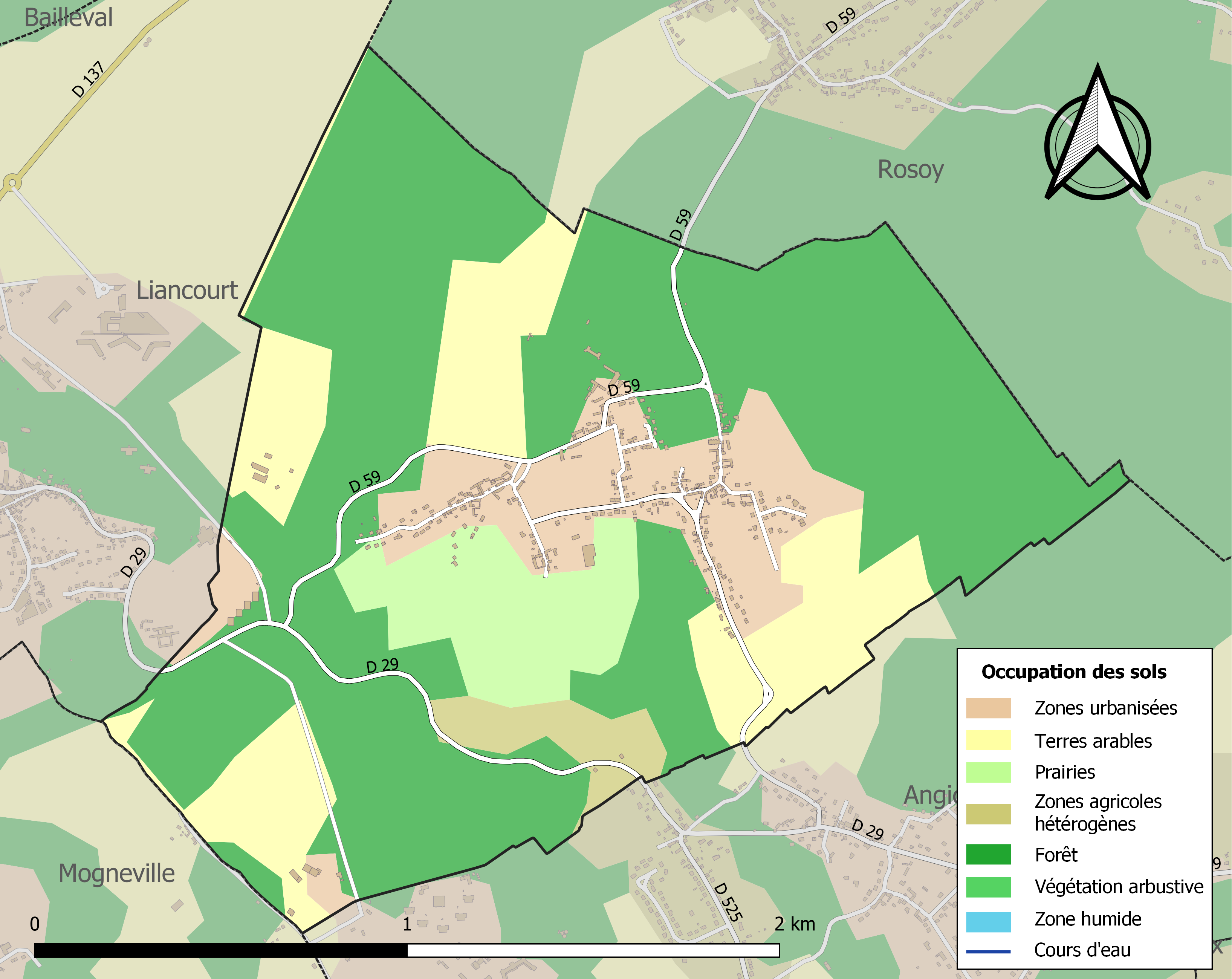
Carte des infrastructures et de l'occupation des sols de la commune en 2018 (CLC).

### Morphologie urbaine
Verderonne est une commune résidentielle à caractère rural, en dehors de toute agglomération.

### Hameaux et lieux-dits
Verderonne comporte un hameau, Couraincourt, localisé immédiatement à quelques centaines de mètres à l'est du village.

### Habitat et logement
En 2019, le nombre total de logements dans la commune était de 284, alors qu'il était de 268 en 2014 et de 269 en 2009.
Parmi ces logements, 87,4 % étaient des résidences principales, 1,2 % des résidences secondaires et 11,4 % des logements vacants. Ces logements étaient pour 73,1 % d'entre eux des maisons individuelles et pour 26,9 % des appartements.
Le tableau ci-dessous présente la typologie des logements à Verderonne en 2019 en comparaison avec celle de l'Oise et de la France entière. Une caractéristique marquante du parc de logements est ainsi une proportion de résidences secondaires et logements occasionnels (1,2 %) inférieure à celle du département (2,4 %) et inférieure à celle de la France entière (9,7 %). Concernant le statut d'occupation de ces logements, 71,9 % des habitants de la commune sont propriétaires de leur logement (73,6 % en 2014), contre 61,4 % pour l'Oise et 57,5 pour la France entière.
| Typologie                                               | Verderonne | Oise | France entière |
| ------------------------------------------------------- | ---------- | ---- | -------------- |
| Résidences principales (en %)                           | 87,4       | 90,4 | 82,1           |
| Résidences secondaires et logements occasionnels (en %) | 1,2        | 2,4  | 9,7            |
| Logements vacants (en %)                                | 11,4       | 7,1  | 8,2            |

### Voies de communications et transports

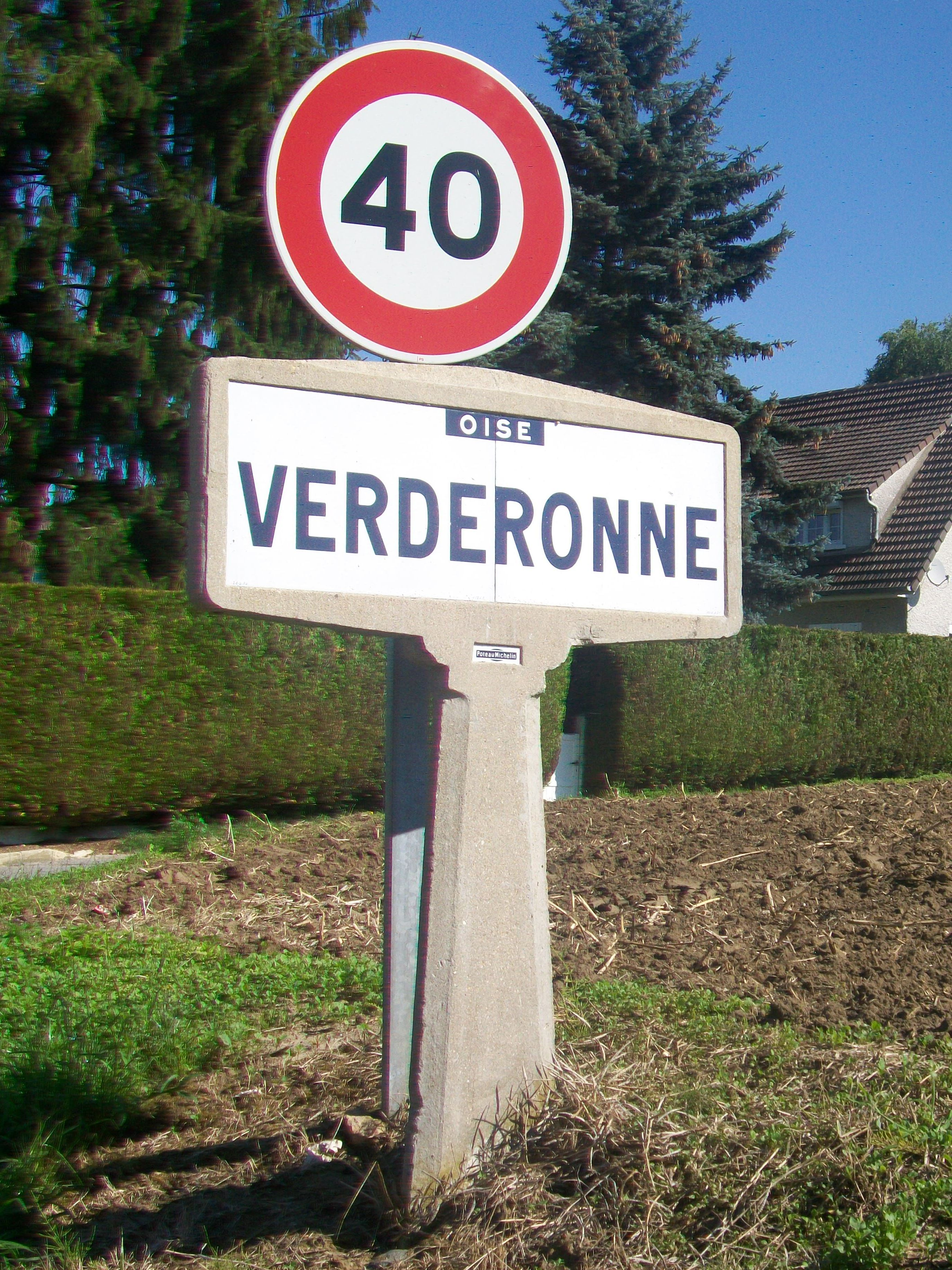
Plaque Michelin, rue du Plantin.

Deux routes départementales passent sur le territoire : la route départementale 29 de Liancourt à Pont-Sainte-Maxence, qui serpente depuis le plateau de Liancourt séparant les vallées de la Brêche et du Rhony jusqu'aux hameaux d'Angicourt, et la route départementale 59, de Liancourt à Sacy-le-Grand, qui dessert le hameau de Courincourt par la place des Tilleuls, passe à la sortie nord du chef-lieu et gagne Rosoy. La D 29 a été mise en service en 1856 et la D 59 en 1866. On peut rejoindre la route départementale 1016, voie rapide de Clermont à Creil par la D 29 puis les D 137 et D916a. Depuis la commune voisine d'Angicourt, on peut accéder à la D 525 qui conduit à la route départementale 200, axe de Creil à Compiègne. La rue du Ponceau relie également le chef-lieu à Courincourt et la rue du Plantin se dirige vers Angicourt. La route de la Montagne se sépare de la D 29 pour rejoindre l'Hôpital Villemin et Mogneville. Près de l'intersection entre les D 29 et D 59, une route.
Verderonne ne possède pas de gare. Les gares qui desservent la commune sont celles de Rieux - Angicourt à 3,5 km au sud, sur la ligne de Creil à Jeumont et de Liancourt - Rantigny à 4,2 km à l'ouest, sur la ligne Paris-Nord - Lille.
La commune est desservie, en 2023, par les lignes 6218, 6246, 6316 et 6354 du réseau interurbain de l'Oise. Une navette de regroupement pédagogique intercommunal (ligne 6843) relie les communes de Labruyère, Rosoy et Angicourt.
L'aéroport de Beauvais-Tillé se trouve à 32 km à l'ouest L'aéroport Roissy-Charles-de-Gaulle est situé à 39 km au sud.

## Toponymie
La commune s'est appelée Verderona vers 1014, Verderon en 1161, Verdrone en 1570 puis Verderonne.
Dans le parler local, ce nom se prononce « Verdron - ne ».
Le premier élément de ce nom paraît apparenté à l'ancien français verderet signifiant « petit verger ». Le second, le suffixe -onna, signifie source, cours d'eau. En pré-celtique, onna correspond au latin fontana, qui a donné le mot fontaine. Onna a servi aussi à désigner le petit cours d'eau qui naît dans le parc du château, le Rhony.
Il a existé deux autres hameaux sur la commune : Maucreux, nom conservé par un lieu-dit près de la route d'Angicourt (mau signifie « mal, mauvais » et creux fait référence à un « ravin, une vallée »). L'ancien écart du Metz, près du château, se prononce « mé ». Il a pour origine le latin mansus, qui désigne de la terre avec habitation, provenant d'un partage de domaine, de villa. Il y a eu de nombreux dérivés : manse, masure, mais, maise, maison et également mé, mai, mey, maix, ainsi que le mot mas (ferme provençale),.

## Histoire

### Antiquité
La première agglomération est probablement d'origine gauloise. Devenue romaine, elle devient un viculus, avec administration propre correspondant aux communes de nos jours. Certains objets remontant à l'époque de l'occupation romaine ont été découverts, dont un porte-lampe identique à ceux trouvés à Villers-les-Catenoy.

### Moyen Âge
Il est question du hameau de Courincourt dans un acte de 1178, passé entre le comte Raoul Ier de Clermont et l'abbaye de Saint-Denis. En 1202 un autre accord intervint entre Louis de Blois, comte de Blois et de Clermont et les moines de Saint-Denis.
Verderonne est relatée dans un diplôme de 1060, par lequel le roi Philippe Ier donnait à l'abbaye Saint-Lucien de Beauvais  tous les droits qu'il avait en ce lieu, ainsi qu'à Cinqueux et Rosoy. Un document de 1161 dit que l'abbaye de Chaalis a alors des biens à Verderonne, à Brenouille et à Villers-Saint-Paul. Au siècle suivant la seigneurie appartient à la maison de Villers-Saint-Paul, alors une des plus illustres du Beauvaisis. Simon de Villers, qui possède, outre sa terre nominale, de nombreux fiefs dans la région, reçoit au XIIIe siècle de Mathilde de Bourgogne, comtesse de Clermont, épouse du roi Alphonse III de Portugal le principal fief de Verderonne, qui devient la souche d'une nouvelle seigneurie.
Le fief de l'ancien hameau de Maucreux dépend alors  du seigneur de Liancourt. L'ancien écart du Metz se trouve proche du château. On trouve le fief de ce nom vers 1532. Certains documents se réfèrent à des constructions qui auraient été alors prévues entre Verderonne et Liancourt, et qui auraient relevé de la seigneurie de Liancourt. Il ne semble pas qu'elles aient été réalisées.

### Temps modernes
En 1787 la commune comptait 66 feux et avait trois charrues. Un notaire y résidait.

### Époque contemporaine
Verderonne  a conservé très longtemps une certaine importance administrative, en particulier la perception de ce nom n'a été supprimée qu'au début du XXe siècle.

## Politique et administration
La commune a toujours appartenu au canton de Liancourt, sauf du 15 octobre 1801 au 22 février 1802, période au cours de laquelle elle fut rattachée à celui de Bailleul-le-Soc. Le village voisin de Rosoy, ayant été réuni à Verderonne en 1826, reprit son indépendance en juillet 1832

### Liste des maires
| Période                                  | Période                      | Identité          | Étiquette | Qualité                                                                      |
| ---------------------------------------- | ---------------------------- | ----------------- | --------- | ---------------------------------------------------------------------------- |
| Les données manquantes sont à compléter. |                              |                   |           |                                                                              |
| 2001                                     | mars 2006                    | Gérard Degletagne |           | Démissionnaire                                                               |
| Les données manquantes sont à compléter. |                              |                   |           |                                                                              |
| 2008                                     | mai 2020                     | Bernard Guerre    |           | Fonctionnaire retraité Vice-président de la CC du Liancourtois (2014 → 2020) |
| mai 2020                                 | En cours (au 8 juillet 2022) | Philippe Lepori   |           | Cadre retraité Vice-président de la CC du Liancourtois (2020→ )              |

## Équipements et services publics

### Enseignement
Les communes de Rosoy, Verderonne et Labruyère gèrent l'enseignement primaire au sein d'un regroupement pédagogique intercommunal. L'école de la commune porte depuis 2022 le nom de Juliette Gréco, qui a habité au village.

## Population et société

### Démographie

#### Évolution démographique
L'évolution du nombre d'habitants est connue à travers les recensements de la population effectués dans la commune depuis 1793. Pour les communes de moins de 10 000 habitants, une enquête de recensement portant sur toute la population est réalisée tous les cinq ans, les populations de référence des années intermédiaires étant quant à elles estimées par interpolation ou extrapolation. Pour la commune, le premier recensement exhaustif entrant dans le cadre du nouveau dispositif a été réalisé en 2005.

En 2022, la commune comptait 487 habitants, en évolution de −0,81 % par rapport à 2016 (Oise : +0,87 %, France hors Mayotte : +2,11 %).
| 1793 | 1800 | 1806 | 1821 | 1831 | 1836 | 1841 | 1846 | 1851 |
| ---- | ---- | ---- | ---- | ---- | ---- | ---- | ---- | ---- |
| 253  | 249  | 233  | 257  | 531  | 247  | 251  | 231  | 242  |

| 1856 | 1861 | 1866 | 1872 | 1876 | 1881 | 1886 | 1891 | 1896 |
| ---- | ---- | ---- | ---- | ---- | ---- | ---- | ---- | ---- |
| 234  | 233  | 230  | 221  | 227  | 215  | 218  | 230  | 204  |

| 1901 | 1906 | 1911 | 1921 | 1926 | 1931 | 1936 | 1946 | 1954 |
| ---- | ---- | ---- | ---- | ---- | ---- | ---- | ---- | ---- |
| 186  | 150  | 150  | 144  | 155  | 140  | 140  | 170  | 281  |

| 1962 | 1968 | 1975 | 1982 | 1990 | 1999 | 2005 | 2006 | 2010 |
| ---- | ---- | ---- | ---- | ---- | ---- | ---- | ---- | ---- |
| 293  | 301  | 306  | 403  | 571  | 530  | 511  | 510  | 554  |

| 2015 | 2020 | 2022 | - | - | - | - | - | - |
| ---- | ---- | ---- | - | - | - | - | - | - |
| 494  | 490  | 487  | - | - | - | - | - | - |

#### Pyramide des âges
La population de la commune est relativement âgée.
En 2018, le taux de personnes d'un âge inférieur à 30 ans s'élève à 25,5 %, soit en dessous de la moyenne départementale (37,3 %). À l'inverse, le taux de personnes d'âge supérieur à 60 ans est de 31,0 % la même année, alors qu'il est de 22,8 % au niveau départemental.
En 2018, la commune comptait 256 hommes pour 231 femmes, soit un taux de 52,57 % d'hommes, largement supérieur au taux départemental (48,89 %).
Les pyramides des âges de la commune et du département s'établissent comme suit.
| Hommes | Classe d’âge | Femmes |
| ------ | ------------ | ------ |
| 0,4    | 90 ou +      | 0,9    |
| 6,2    | 75-89 ans    | 4,7    |
| 26,0   | 60-74 ans    | 23,7   |
| 28,7   | 45-59 ans    | 31,0   |
| 14,3   | 30-44 ans    | 12,9   |
| 12,8   | 15-29 ans    | 14,2   |
| 11,6   | 0-14 ans     | 12,5   |

| Hommes | Classe d’âge | Femmes |
| ------ | ------------ | ------ |
| 0,5    | 90 ou +      | 1,4    |
| 5,5    | 75-89 ans    | 7,6    |
| 15,6   | 60-74 ans    | 16,3   |
| 20,8   | 45-59 ans    | 20     |
| 19,4   | 30-44 ans    | 19,4   |
| 17,6   | 15-29 ans    | 16,2   |
| 20,6   | 0-14 ans     | 19,1   |

### Sports et loisirs

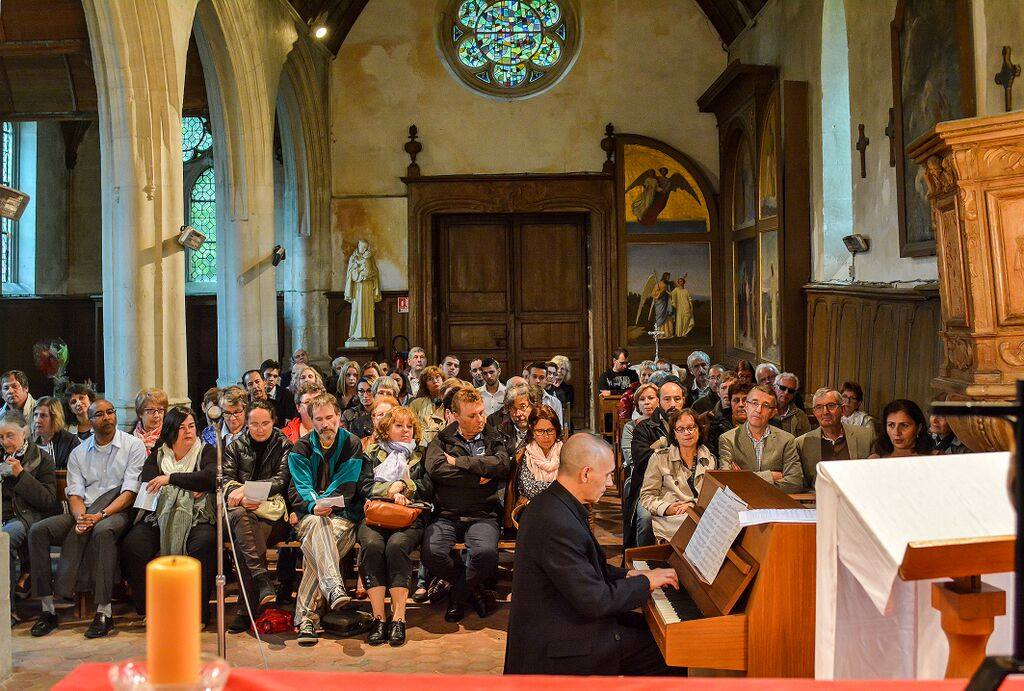
Concert à l'église de Verderonne organisé par Art gallery Constantin en 2015.

L'association Art gallery Constantin Verderonne est  reconnue d'intérêt général et a pour objet l'organisation de diverses événements artistiques, expositions, concerts, spectacles, la popularisation de la culture européenne, la promotion de l'art sous toutes ses formes, le soutien des jeunes talents et des artistes démunis.
Le centre artistique de Verderonne est une initiative de la journaliste, décoratrice, galériste Caroline Corre qui accueille dans une imposante batisse du XVIIe siècle des expositions temporaires qui s'ajoutent à une exposition permanente qui  rassemble une collection de livres d'artistes du monde entier, probablement unique en Europe,,.

## Culture locale et patrimoine

### Lieux et monuments
Verderonne compte deux ensembles de monuments historiques sur son territoire :
- Château de Verderonne (classé monument historique par arrêté du 17 avril 1984, ainsi que certains annexes ; l'ensemble des autres éléments étant inscrit par trois arrêtés ultérieurs[42]) : La seigneurie de Verderonne a été établie en 1240, quand le chevalier Simon de Villers-Saint-Paul, déjà seigneur de plusieurs lieux dans les environs, reçoit des mains d'Alphonse III de Portugal et de Mathilde de Dammartin son épouse, un fief à Verderonne. 
La famille de Villers-Saint-Paul vend la seigneurie au baron de Gesvres en 1575, qui la cède à la maison de Laubespine vers 1600. 
Le château se situe au nord du territoire communal, au sein d'un grand domaine, sur une île du grand étang. L'intérieur du domaine est aménagé en jardin anglais, le reste est occupé par des bois. L'allée d'accès au château part de la place des Tilleuls au hameau de Courincourt. Comme elle n'est pas rectiligne, le château n'est pas visible depuis la grille ; l'on peut seulement entr'apercevoir depuis le chemin de la Tour, chemin rural menant vers Rosoy. Le secteur nord du domaine est par ailleurs situé sur le territoire communal de Rosoy. 
Le château est issu de la transformation d'un château fort dont subsistent les deux tours rondes aux extrémités de la façade principale sud-ouest. L'édifice, à un étage et au toit à la Mansart, comporte une aile centrale et deux plus courtes ailes latérales en retour d'équerre, à l'arrière. La façade principale en pierre d'apparat s'établit sur neuf travées, dont trois incombent au corps central en légère saillie, surmonté par un fronton. Le perron comporte un escalier en double révolution. Parmi les éléments protégés au titre des monuments historiques à l'intérieur du château, l'on peut citer l'escalier principal avec sa rampe en fer forgé ; au rez-de-chaussée, la salle à manger, le grand salon, la chambre à alcôve (petit salon), la bibliothèque et la chambre ouest ; au premier étage, la chambre avec cheminée à trumeau rocaille, les deux chambres dans le pavillon central, la chambre de la tour est et la chambre au-dessus de la bibliothèque ; au deuxième étage, la chambre mitoyenne de la tour ouest. 
Plusieurs bâtiments et éléments patrimoniaux, tous protégés, sont disséminés dans le parc : les vestiges des anciens communs (à l'ouest), les anciennes écuries, une grange, la laiterie, un théâtre avec sa machinerie, une serre, une glacière, un pédiluve pour chevaux, un lavoir. Parmi ces éléments protégés, trois seulement sont bien visibles depuis le domaine public : le colombier octogonal (rue du Château), le bâtiment appelé la Tour et le saut-de-loup (chemin de la Tour)[42],[43].

Le château
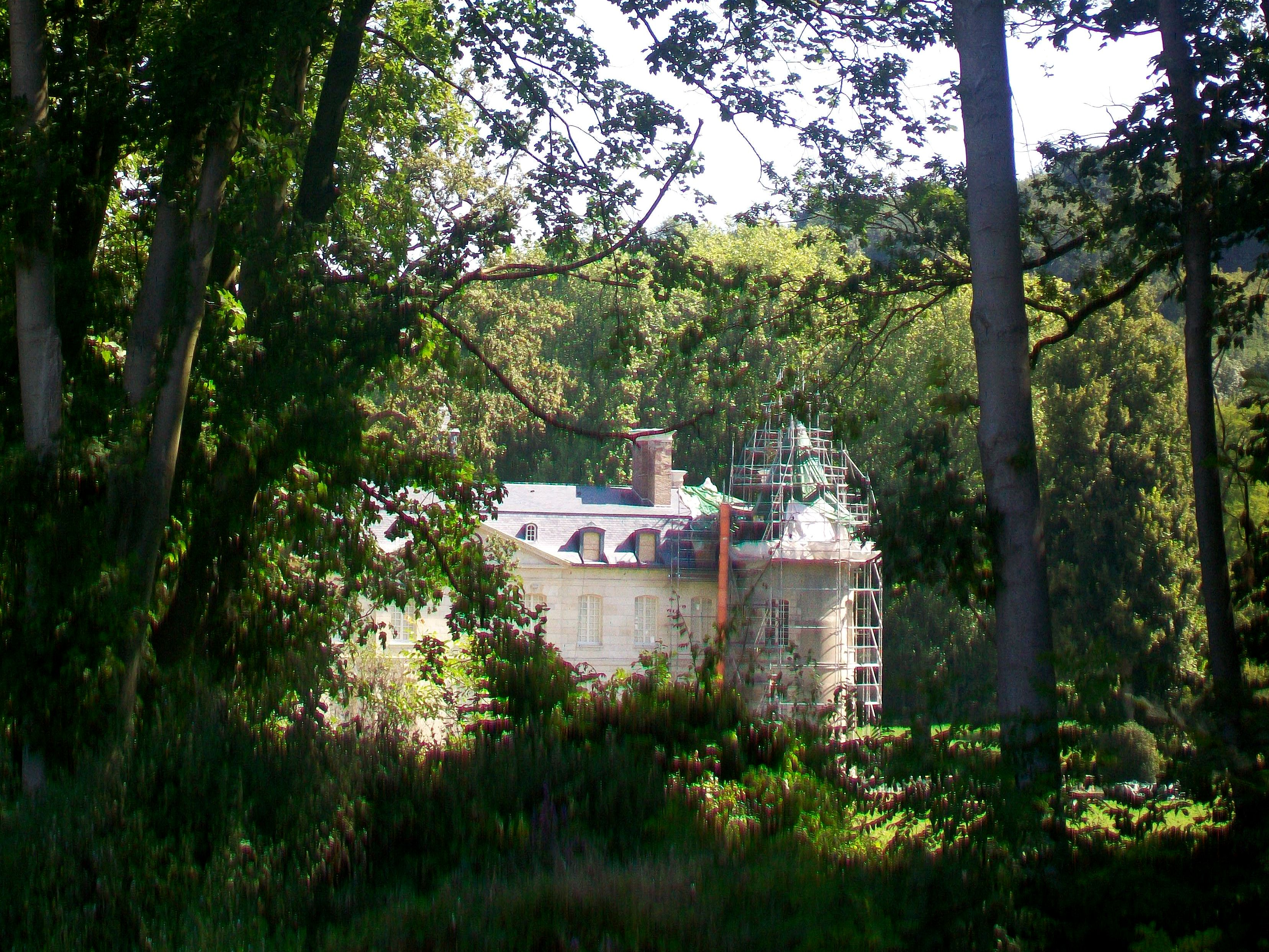
Façade sud-ouest du château.
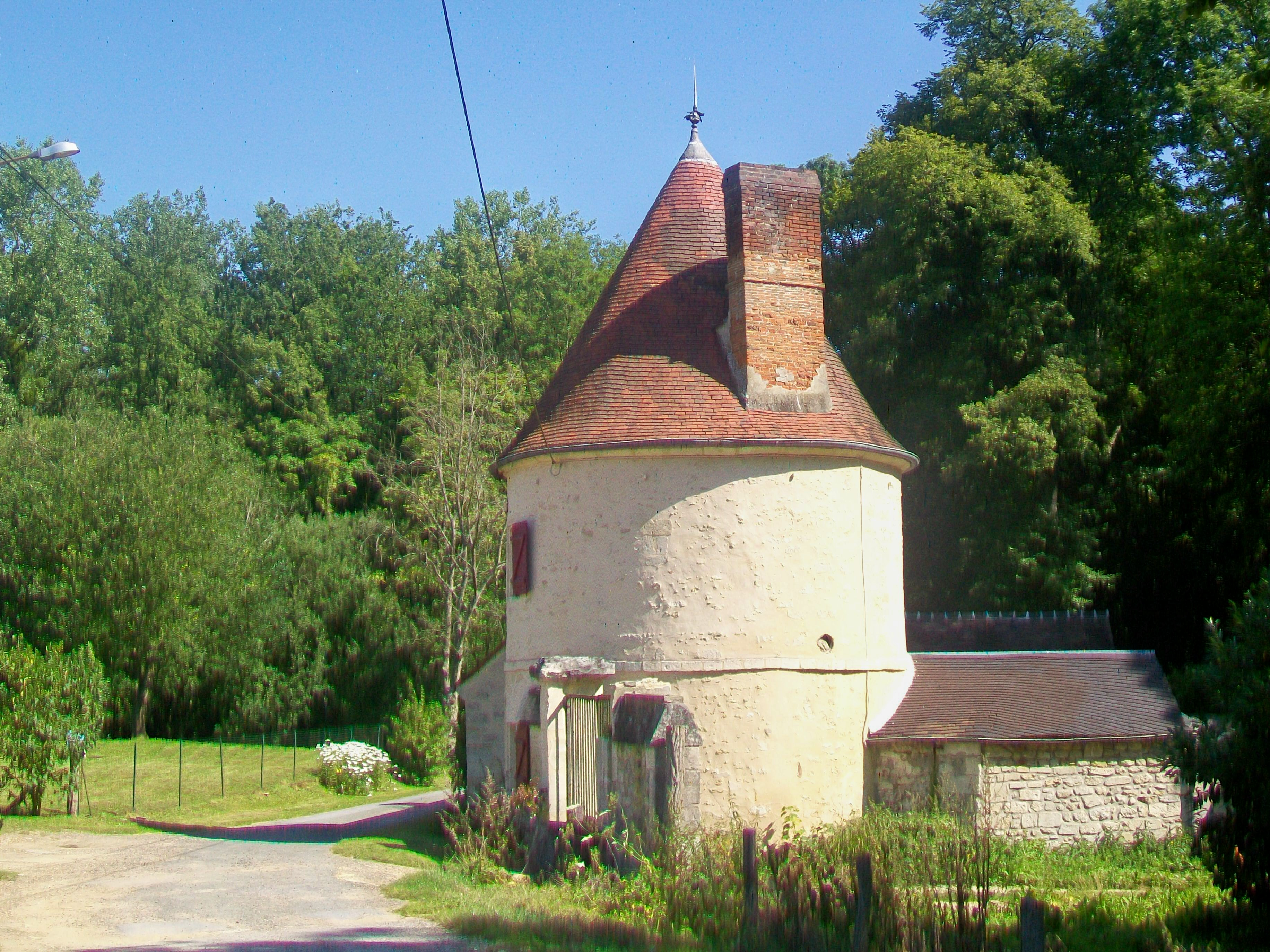
Bâtiment dit la Tour.
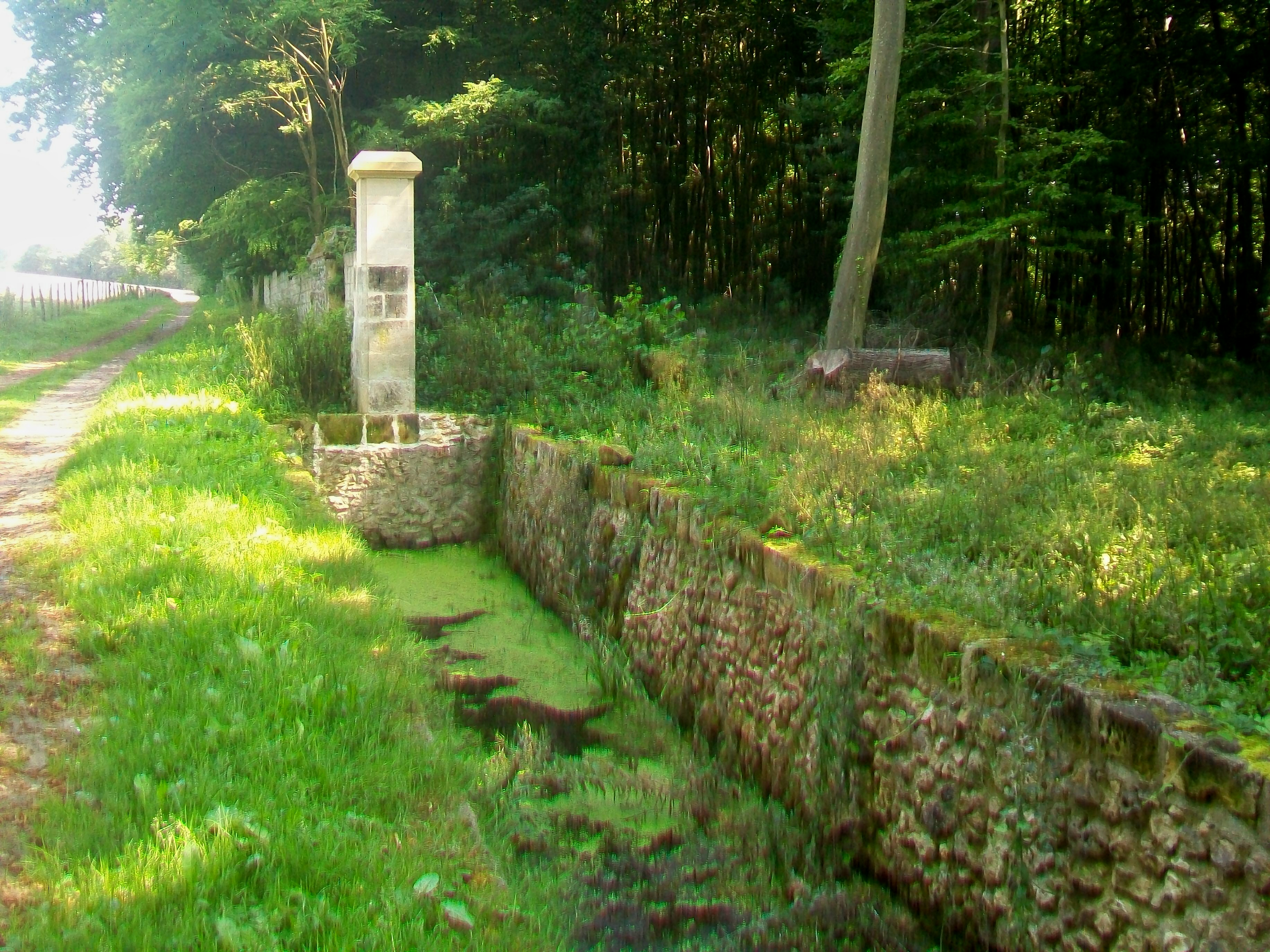
Le saut-de-loup.
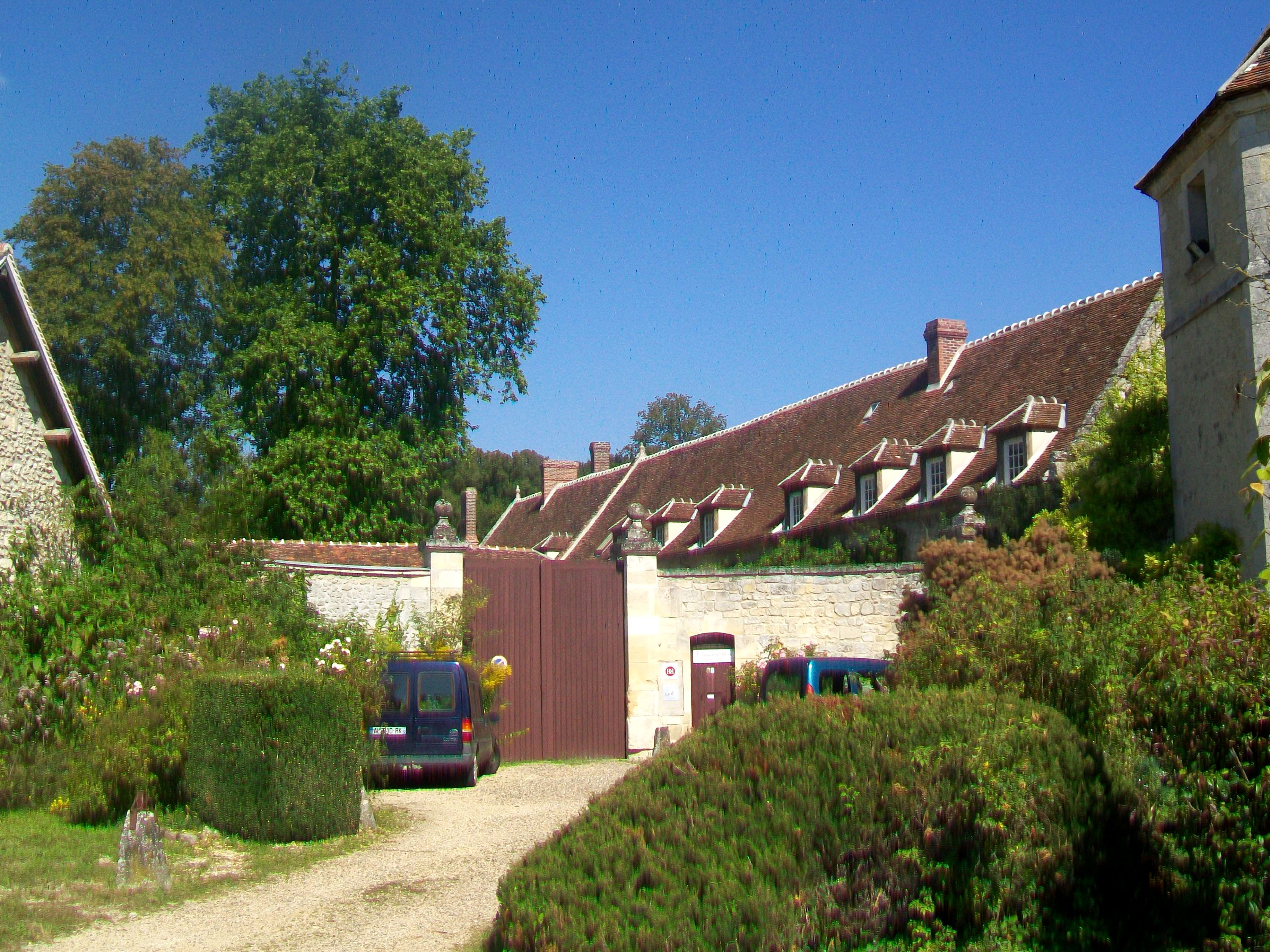
Communs du château.

- Ferme du Boulanc dite Manoir du Boulanc (inscrite monument historique avec tous ses annexes en 2008[44]), rue du Château : 
Cette ferme avec son petit manoir présente les caractéristiques d'une ferme seigneuriale du XVIIe siècle. La ferme devient une dépendance du château avec son rachat par le seigneur Louis-Étienne de Laubespine, en 1736, trois ans avant que ce dernier ne cède la seigneurie à François Eléonor, comte d'Andlau, puis également marquis de Verderonne. 
S'y ajoutent des dépendances, partiellement visibles depuis la rue. Du manoir, l'on n'aperçoit que les lucarnes au toit rampant, ainsi que la toiture. C'est un bâtiment sobre, qui conserve à l'intérieur sa décoration du XVIIIe siècle, dont les ornements en stuc au-dessus des cheminées, ainsi que ses plafonds à solives apparentes.

On peut également signaler :
- Église Saint-Hilaire : Elle est parfaitement orientée est-ouest, mais suit un plan irrégulier, avec un unique bas-côté au sud, dont la toiture est commune avec celle de la nef. Cette dernière est basse, sombre mais longue de cinq travées ; elle est séparée du bas-côté par des arcades ogivales. 
L'unique portail de l'église se situe sur la quatrième travée du bas-côté, donc au sud ; il est en anse de panier. Le clocher central s'élève au-dessus de la cinquième travée de la nef et est coiffé d'un toit en bâtière et flanqué par une tourelle d'escalier carré au nord. Cette tourelle est cantonnée par les contreforts du clocher, occupent toute sa largeur et se retraitent après chacun des trois glacis intermédiaires. Ses deux baies gémellées au nord et au sud sont ogivales et sans décor, mais Louis Graves évoque encore des restes d'un cordon d'étoiles dans le mur. 
À l'est, l'église possède deux chœurs similaires sur deux travées, au chevet plat, et avec deux pignons sur la rue. Les chœurs, tous les deux dotés d'un autel, dépassent nettement en hauteur la nef et sont voûtés d'ogives, sur des hautes colonnes romanes. Les chœurs sont éclairés par deux grandes baies au sud et deux autres baies identiques à l'est ; elles se composent de deux lancettes surmontées d'une rosace. Parmi les baies du bas-côté, deux présentent un remplage flamboyant. Toutes les autres fenêtres (deux pour le bas-côté, deux pour la nef et un pour le chœur, au nord) sont des petites ogives sans remplage[4],[45],[46].

L'église Saint-Hilaire
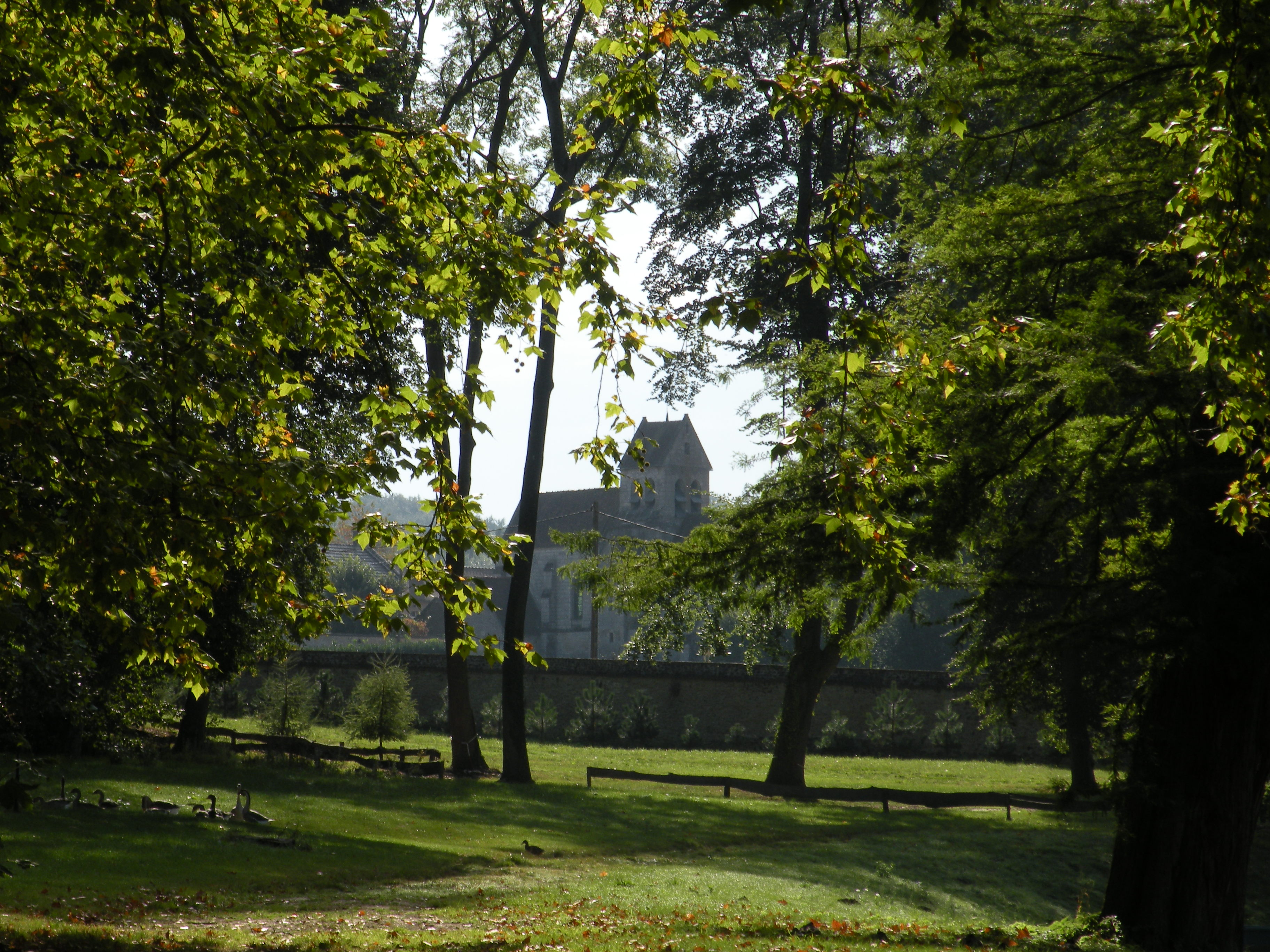
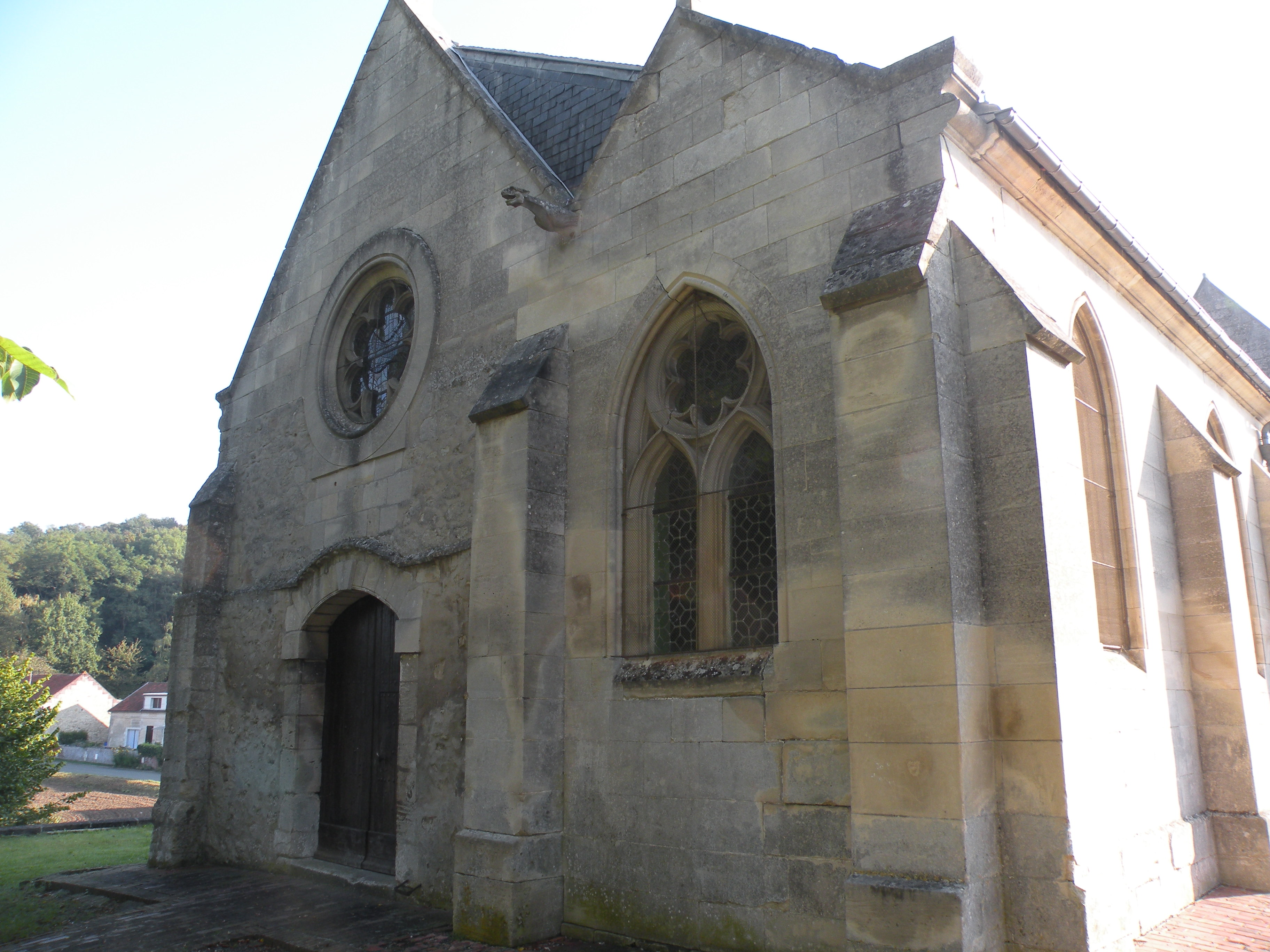
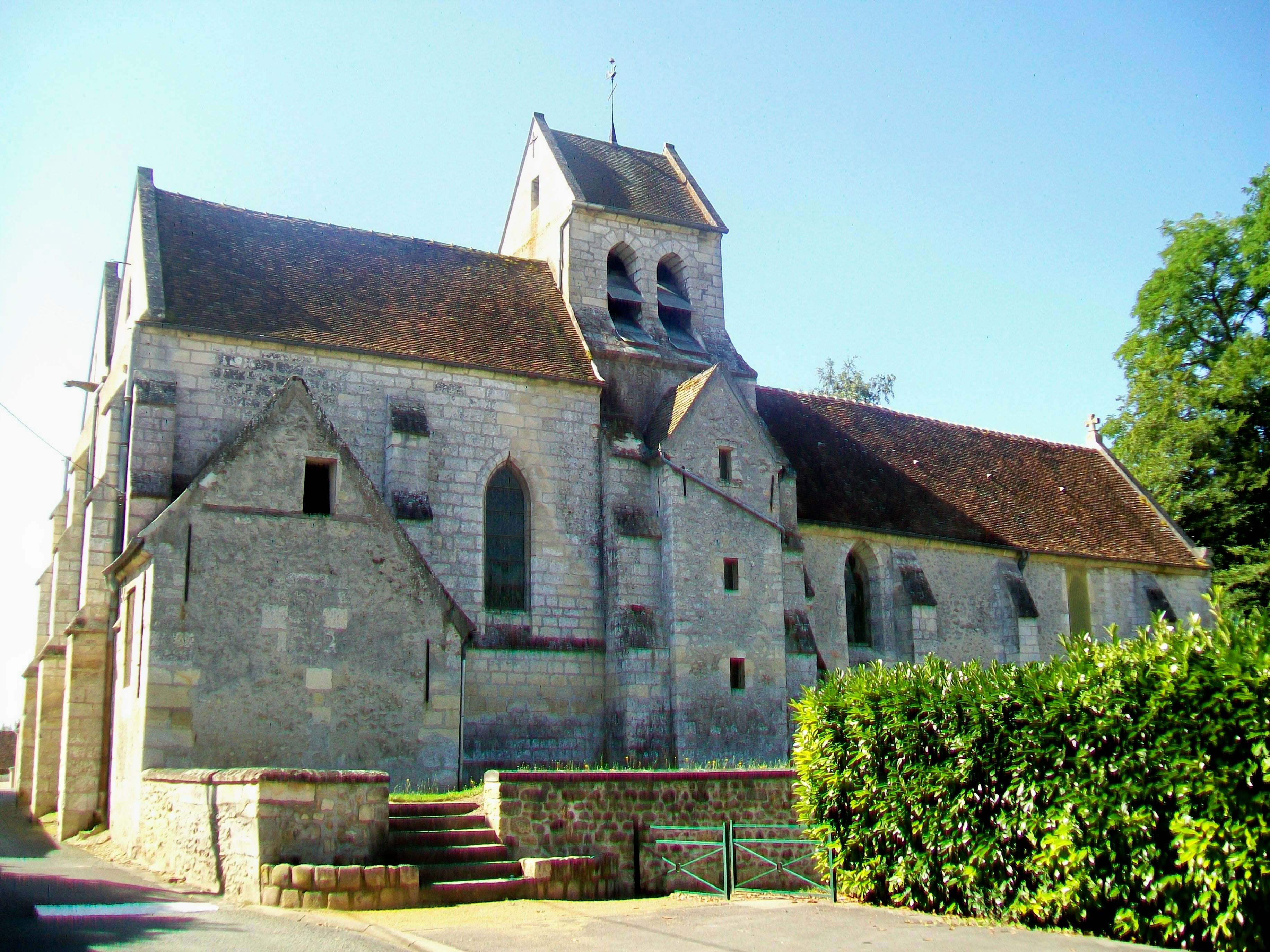
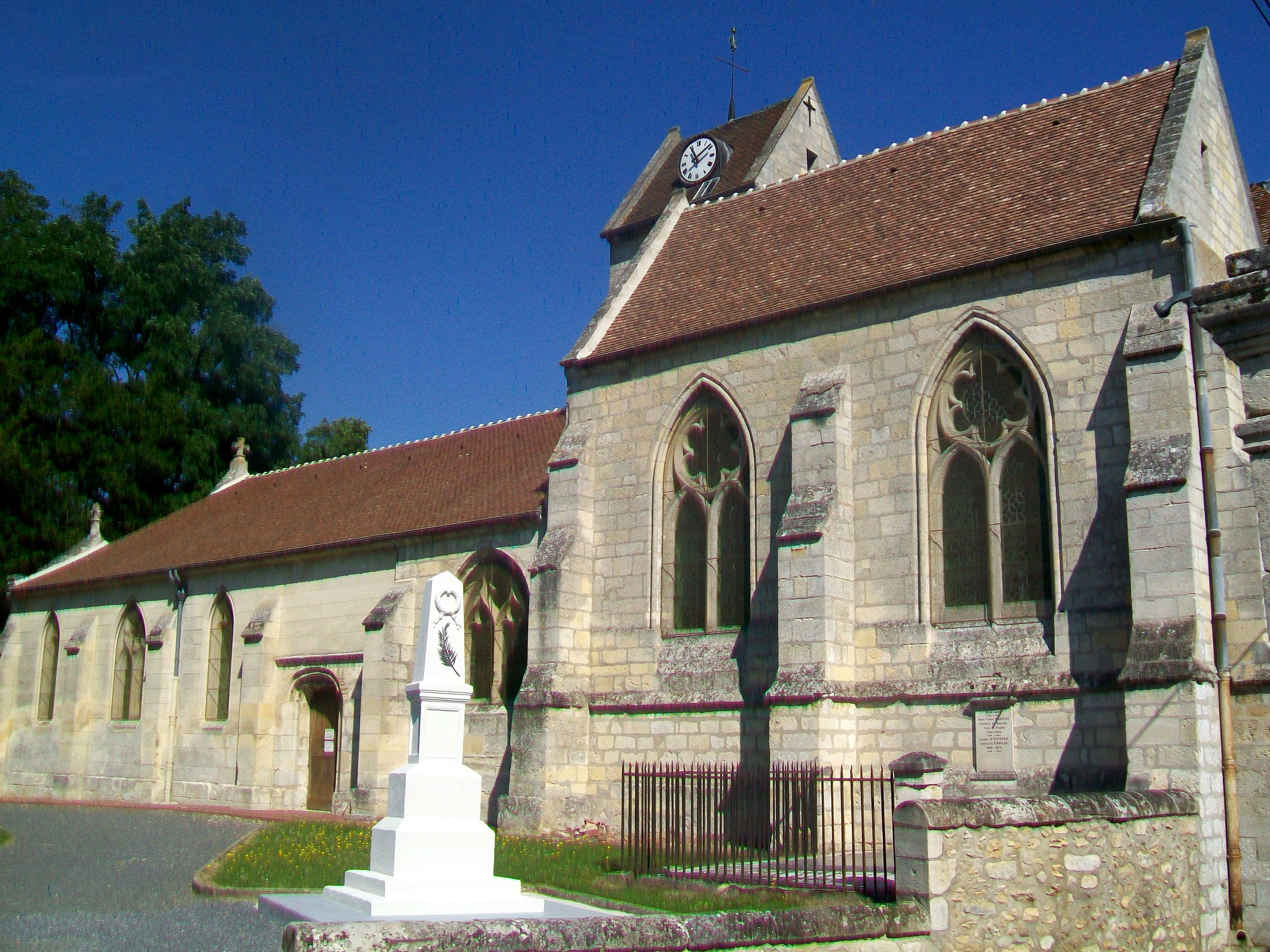
Façade sud de l'église Saint-Hilaire et monument aux morts.

- Ancienne croix de cimetière, devant l'église : La petite croix en fer est montée sur une colonne biseautée mais carrée aux extrémités, qui quant à elle est plantée dans un genre d'autel, orné par des colonnes engagées aux quatre angles.
- Pierre tombale des comtes d'Andlau devant la façade sud du chœur de l'église : Elle évoque le souvenir de Frédéric-Antoine-Marc d'Andlau (1736-1820) dont le père avait racheté la seigneurie de Verderonne en 1734 ; de Armand-Gaston-Félix d'Andlau (1779-1860) ; et de Pauline Joséphine d'Hennezel de Gemmelaincourt (1804-1873). Curieusement, les années de naissance sont toutes fausses (1740, 1780 et 1805).
- Monument aux morts, devant l'église.
- Au village, certaines maisons disposent de caves externes, face à la maison ou à proximité. Elles sont creusés dans des coteaux et recouvertes de terre à la manière d'une glacière.
- Au carrefour rue du Pontceau / rue de l'Église, se trouve un puits couvert, sous la forme d'un édicule en briques rouges avec une porte qui ne commence qu'à 80 cm du sol.

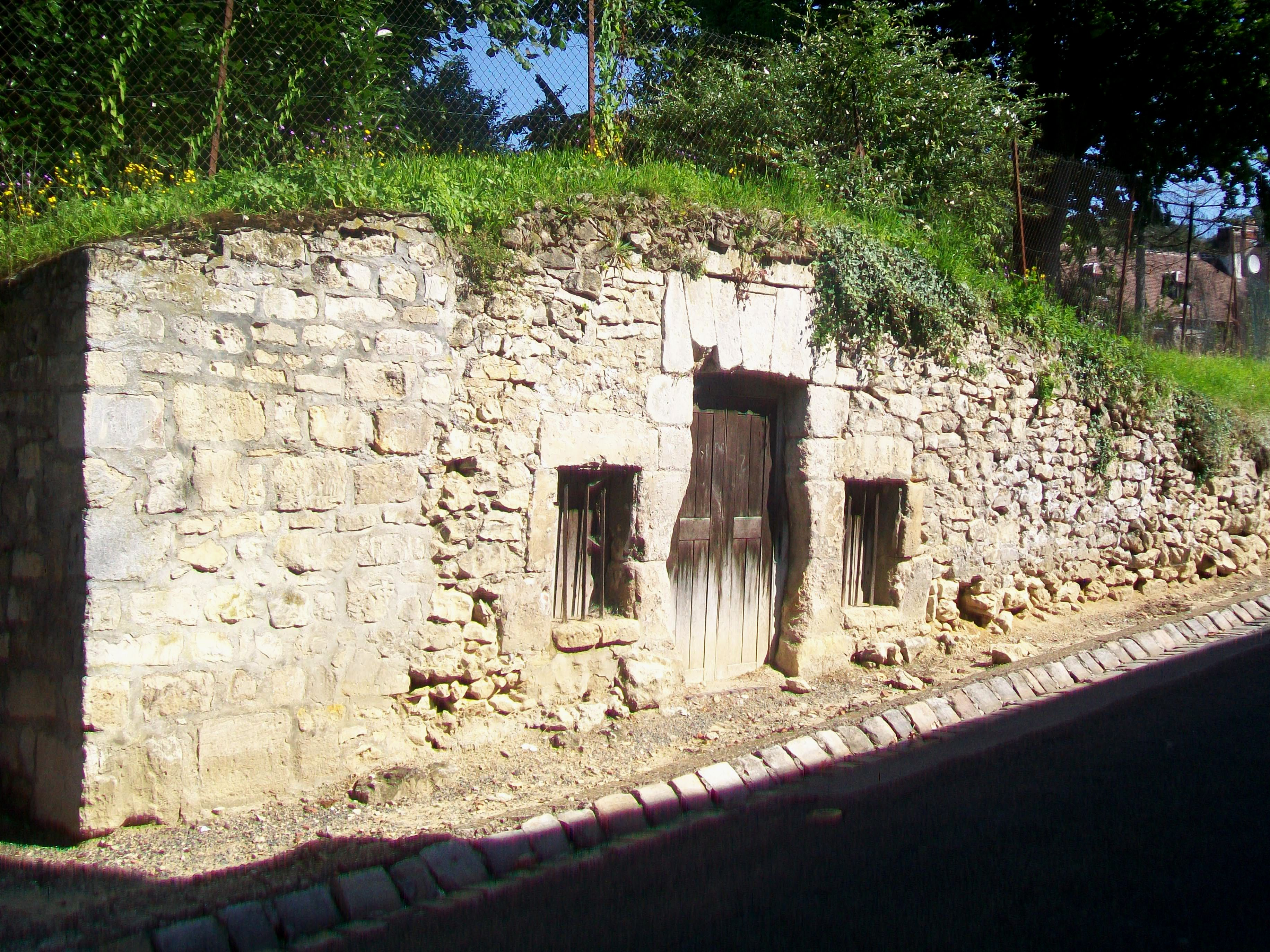
Cave externe, rue du Pontceau.
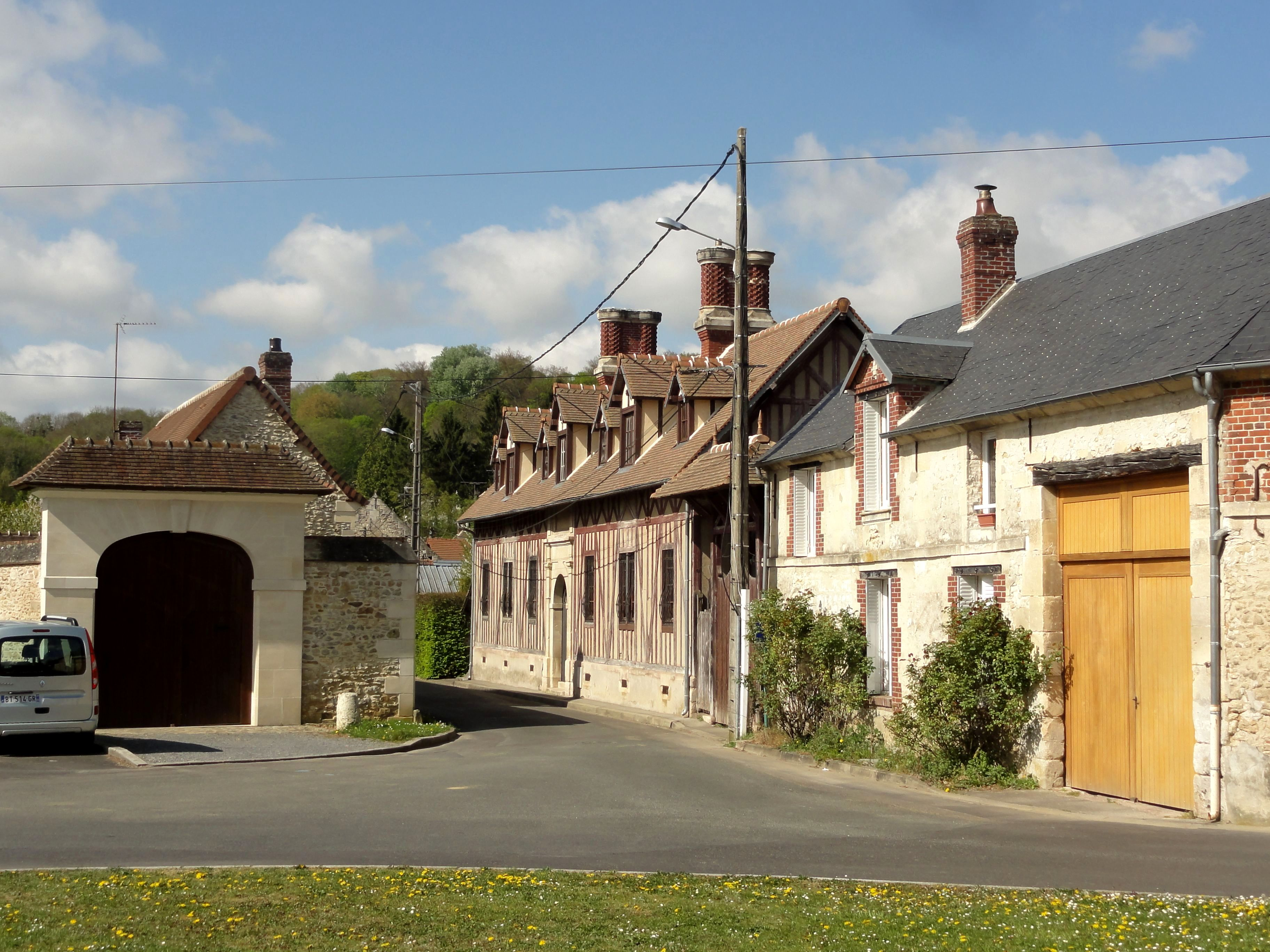
Rue de la Cavée.
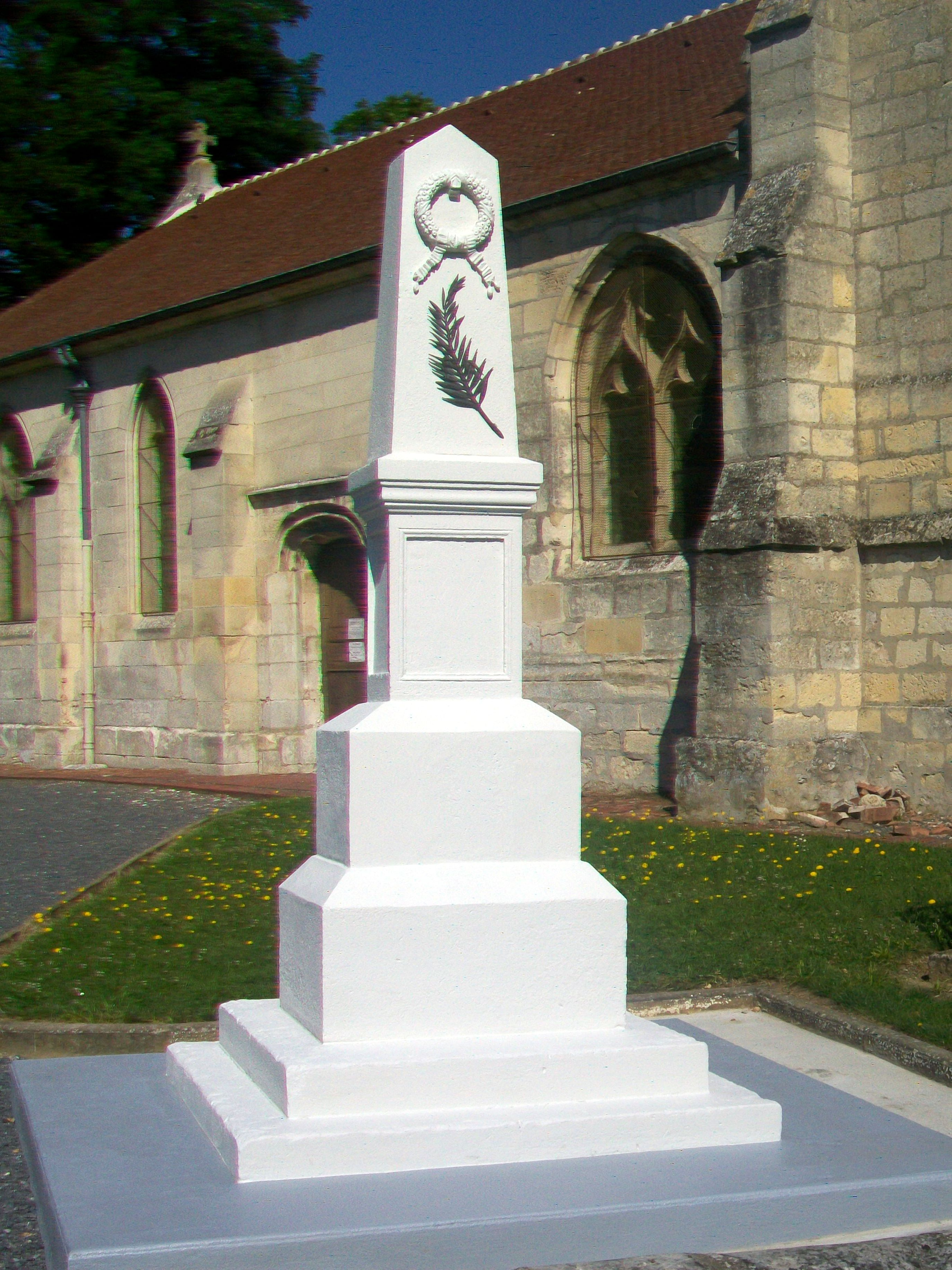
Monument aux morts.

### Personnalités liées à la commune
- Frédéric-Antoine-Marc, comte d'Andlau (1736-1820), est un militaire et homme politique français des XVIIIe et XIXe siècles. Il hérite de la seigneurie de Verderonne de son père François Eléonor, comte d'Andlau et marquis de Verderonne.
- Armand-Gaston-Félix, comte d'Andlau (1779-1860), est un militaire et homme politique français du XIXe siècle.
- Juliette Gréco (1927-2020), est une chanteuse et actrice française qui résidait à Verderonne, avec son pianiste et mari Gérard Jouannest.
Elle s'est antérieurement mariée dans la commune avec Michel Piccoli le 12 décembre 1966[47]. L'école communale porte depuis 2022 son nom[31]

### Verderonne dans les arts et la culture
Certaines scènes du film La Dernière Folie de Claire Darling ont été tournées en 2017 à Verderonne.

### Héraldique
| Blason de Verderonne | Blason  | Écartelé : au 1er de gueules à trois roses d'argent, au 2e d'or à la fasce d'azur, au 3e d'azur au casque d'or taré de profil, au 4e de gueules à la croix ancrée de vair ; sur le tout, d'azur au sautoir d'or cantonné de quatre billettes du même. |
| Blason de Verderonne | Détails | Le statut officiel du blason reste à déterminer. |